# I Am Woman (film)
Pour les articles homonymes, voir I Am Woman.
Pour plus de détails, voir Fiche technique et Distribution.
I Am Woman est un film australien réalisé par Unjoo Moon, sorti en 2019.

## Synopsis
La vie de la chanteuse Helen Reddy.

## Fiche technique
- Titre : I Am Woman
- Réalisation : Unjoo Moon
- Scénario : Emma Jensen
- Musique : Rafael May
- Photographie : Dion Beebe
- Montage : Dany Cooper
- Production : Rosemary Blight et Unjoo Moon
- Sociétés de production : Goalpost Pictures et Deep Blue Pacific
- Société de distribution : Metropolitan Filmexport (France)
- Pays de production :  Australie
- Genre : Biopic, drame, film musical et romance
- Durée : 116 minutes
- Dates de sortie :
  - Canada : 5 septembre 2019 (festival international du film de Toronto)
  - Australie : 28 août 2020

## Distribution
- Tilda Cobham-Hervey (VF : Sophie Pyronnet) : Helen Reddy
- Danielle Macdonald : Lillian Roxon
- Evan Peters (VF : Nicolas Matthys) : Jeff Wald
- Chris Parnell : Artie Mogull
- Matty Cardarople : Roy Meyer
- Jordan Raskopoulos : George Sylvia
- Dusty Sorg : Dany Cornelius
- Molly Broadstock : Traci
- Gus Murray : Paul Rankine
- Michael-Anthony Taylor : David Dinkins
- Rita Rani Ahuja : Maree Alvarez
- Scout Bowman : Traci

## Accueil
Le film a reçu un accueil mitigé de la critique. Il obtient un score moyen de 54 % sur Metacritic.